# Mittleres Hochwasser
Mittleres Hochwasser ist ein Begriff, der für unterschiedliche Sachverhalte verwendet wird: 
- im maritimen Bereich (bei Küstengewässern) zur Bezeichnung einer bestimmten, regelmäßig wiederkehrenden Höhe des Tidehochwassers an den Küsten. Sturmflutwarnungen beziehen sich in der Regel auf das Mittlere Hochwasser.
- bei Binnengewässern zur Bezeichnung einer wetterbedingten, unregelmäßig auftretenden und außergewöhnlichen Höhe des Wasserstandes von Flüssen oder Seen

## Bei Küstengewässern

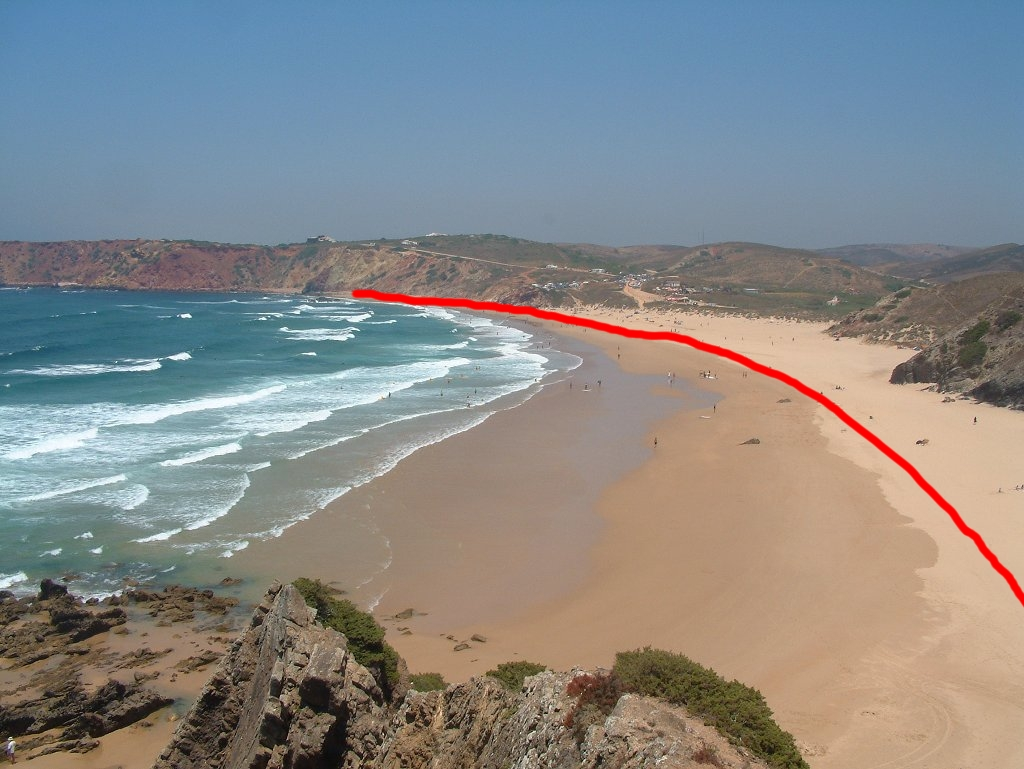
Küstenlinie

Das mittlere Hochwasser (MHW), englisch Mean High Water (MHW), auch mittleres Tidehochwasser (MThw), ist ein Maß für den Wasserstand des Meeresspiegels an Küstenlinien bei den Gezeiten. Es bezeichnet einen langjährigen Mittelwert der Höhe des Hochwassers. Gemessen wird der Wasserstand mit einem „Küstenpegel“, einer meist automatischen Pegelmessstelle.

### Deutschland
In Deutschland werden die Werte über 20 Jahre gemittelt. Bezugshöhe für Höhenangaben an Land ist das Normalhöhennull (NHN). Die Wasserstandsvorhersage für die deutsche Nordseeküste gibt den erwarteten Wert des Hochwassers an und bezieht sich auf das mittlere Hochwasser. Die Höhe der Gezeit (Tidenhub) für Tiefenangaben bei Gezeitengewässern bezieht sich hingegen auf das Seekartennull.
An der Nordseeküste bezeichnet das mittlere Hochwasser bezogen auf NHN die amtliche Küstenlinie. 
An der Ostsee hingegen, ebenso wie an anderen Gewässern ohne (große) Tide (Tidenhub kleiner als 30 cm), ist die Küstenlinie durch das Mittelwasser definiert.

### USA
In USA werden die Werte über einen Zeitraum von 19 Jahren gemittelt.

## Bei Binnengewässern
An Binnengewässern, also Flüssen, Seen und anderen Süßgewässern versteht man unter dem Mittleren Hochwasser:
- Mittleren Hochwasserabfluss (MHQ), das ist der langjährige Mittelwert der Pegel- respektive Abfluss-Messdaten
- ein mittelschweres Hochwasser

Es gibt mehrere unterschiedliche nationale Systeme der Hochwasserwarnstufen.